# Рајмундо Родригес
Рајмундо Родригес Гонзалес (15. април 1905. — непознат датум смрти), био је мексички фудбалер који је играо на позицији везног играча. Играо је за клуб Депортиво Марте .
Одиграо је Светско првенство 1930. са мексичком фудбалском репрезентацијом, одиграо је само један меч и то против аргентинске фудбалске репрезентације .
После путовања у Уругвај, тренер Хуан Луке де Сераљонга одлучио је да угости играче у хотелу на периферији града. Било је тако хладно да је Рајмундо "El Mapache" Родригес, очајан временским неприликама, узео завоје које је делегација носила и прекрио његово тело, што је, кажу, изазвало страшну преплашеност његовог цимера, Фелипеа Оливареса. Од тада, Рајмундо је добио надимак „Мумија“.

## Учешће на светским куповима
| Првенство                  | Домаћин | Крајњи резултат |
| -------------------------- | ------- | --------------- |
| Светски куп у фудбалу 1930 | Уругвај | Прва фаза       |